# Station Regulice Górne
Station Regulice Górne is een spoorwegstation in de Poolse plaats Regulice.